# Tecelão-de-bico-vermelho
A quelea-de-bico-vermelho ou tecelão-de-bico-vermelho (Quelea quelea) é uma ave passeriforme do gênero Quelea, da família Ploceidae. Trata-se da espécie de ave mais abundante no mundo, com uma população adulta estimada em 1,5 bilhão de casais. Algumas estimativas apontam para que a população geral possa atingir os 10 bilhões de indivíduos. A espécie encontra-se inteiramente na África subsariana, exceto nas regiões de floresta cerrada e na costa da África do Sul.

## Taxonomia

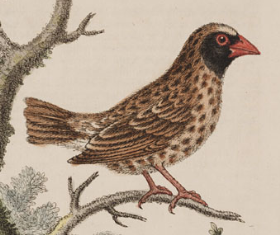
Por George Edwards, publicado em 1760

A quelea-de-bico-vermelho foi um dos muitos pássaros descritos originalmente por Linnaeus na histórica edição 1758 da 10ª edição de seu Systema Naturae. Classificando-o no gênero Bunting Emberiza, deu-lhe o nome binomial de Emberiza quelea. Ele mencionou incorretamente que se originou na Índia, provavelmente porque os navios das Índias Orientais pegaram pássaros ao visitar a costa africana durante sua viagem de regresso à Europa. É provável que tenha visto um rascunho de Ornithologia, um livro escrito por Mathurin Jacques Brisson que deveria ser publicado em 1760 e que continha um desenho preto-e-branco das espécies. A localidade errônea da Índia foi corrigida para a África na 12ª edição da Systema Naturae de 1766, e Brisson foi citado. Brisson menciona que o pássaro é originário do Senegal, onde foi recolhido por Michel Adanson durante sua expedição de 1748-1752. Ele chamou o pássaro de "pardal senegalês". Também em 1766, George Edwards ilustrou as espécies em cores, com base em um espécime masculino vivo de propriedade de uma Sra Clayton em Surrey. Ele o chamou de "pardal brasileiro", apesar de estar inseguro se veio do Brasil ou de Angola. Em 1850, Ludwig Reichenbach pensou que a espécie não era um verdadeiro bunting, mas sim um tecelão, e criou o nome do gênero Quelea, bem como a nova combinação Q. quelea.
Três subespécies são reconhecidas. No campo, estes são distinguidos pelas diferenças na plumagem de reprodução masculina: Quelea quelea quelea, lathamii e aethiopica.

## Etimologia e nomes vernáculos
O próprio Linnaeus não explicou o nome de quelea. Quelea quelea é chamada localmente kwelea domo-jekundu em suaíli, enztam em kwangali, chimokoto em xona, inyonyane em siswati, thaha em sesoto e ndzheyana na língua de Tsonga. O Sr. Jeffrey disse que o termo veio da qualea latina medieval, que significa "codorna", ligando o número prodigioso de queleas às hordas de codornas que alimentavam os israelitas durante o Êxodo do Egito. A subespécie lathamii provavelmente é nomeada em homenagem ao ornitólogo John Latham. O nome da subespécie aethiopica refere-se à Etiópia.

## Filogenia
Com base na análise recente de DNA, a quelea-de-bico-vermelho é de um grupo-irmão de um clado que contém as outras duas espécies restantes do gênero Quelea, nomeadamente a quelea-cardinal (Q. cardinalis) e a quelea-de-cabeça-vermelha (Q. erythrops). O gênero pertence ao grupo de tecelões verdadeiros (subfamília Ploceinae), e está relacionado aos Foudia.
|  | Q. quelea                                                      |
|  |                                                                |
|  | \| \| Q. cardinalis \| \| \| \| \| \| Q. erythrops \| \| \| \| |
|  |                                                                |
|  | Q. cardinalis                                                  |
|  |                                                                |
|  | Q. erythrops                                                   |
|  |                                                                |

|  | Q. cardinalis |
|  |               |
|  | Q. erythrops  |
|  |               |

|  | Q. quelea                                                      |
|  |                                                                |
|  | \| \| Q. cardinalis \| \| \| \| \| \| Q. erythrops \| \| \| \| |
|  |                                                                |
|  | Q. cardinalis                                                  |
|  |                                                                |
|  | Q. erythrops                                                   |
|  |                                                                |

|  | Q. cardinalis |
|  |               |
|  | Q. erythrops  |
|  |               |

|  | Q. quelea                                                      |
|  |                                                                |
|  | \| \| Q. cardinalis \| \| \| \| \| \| Q. erythrops \| \| \| \| |
|  |                                                                |
|  | Q. cardinalis                                                  |
|  |                                                                |
|  | Q. erythrops                                                   |
|  |                                                                |

|  | Q. cardinalis |
|  |               |
|  | Q. erythrops  |
|  |               |

|  | Q. quelea                                                      |
|  |                                                                |
|  | \| \| Q. cardinalis \| \| \| \| \| \| Q. erythrops \| \| \| \| |
|  |                                                                |
|  | Q. cardinalis                                                  |
|  |                                                                |
|  | Q. erythrops                                                   |
|  |                                                                |

|  | Q. cardinalis |
|  |               |
|  | Q. erythrops  |
|  |               |

O cruzamento entre queleas de cabeça-vermelha e de bico-vermelho foi observado em cativeiro.